# Championnat d'Islande de football 1936
Navigation
Saison précédente Saison suivante
La saison 1936 du Championnat d'Islande de football était la 25e édition de la première division islandaise.
C'est le Valur Reykjavik qui conserve le titre et est sacré pour la 4e fois de son histoire champion d'Islande.

## Les 4 clubs participants
- KR Reykjavik
- Fram Reykjavik
- Valur Reykjavik
- Vikingur Reykjavik

## Compétition

### Classement
Le barème de points servant à établir le classement se décompose ainsi :
- Victoire : 2 points
- Match nul : 1 point
- Défaite : 0 point

| Rang | Équipe             | Pts | J | G | N | P | Bp | Bc | Diff |
| ---- | ------------------ | --- | - | - | - | - | -- | -- | ---- |
| 1    | Valur Reykjavik T  | 5   | 3 | 2 | 1 | 0 | 10 | 5  | +5   |
| 2    | KR Reykjavik       | 4   | 3 | 1 | 2 | 0 | 7  | 4  | +3   |
| 3    | Fram Reykjavik     | 3   | 3 | 1 | 1 | 1 | 8  | 3  | +5   |
| 4    | Vikingur Reykjavik | 0   | 3 | 0 | 0 | 3 | 1  | 14 | -13  |

|  | Champion d'Islande 1936 |

### Matchs
Tous les matchs sont disputés au stade Melavöllur à Reykjavik.
| Résultats (▼dom., ►ext.)                                   | Fra | KR  | Val | Vik |
| Fram Reykjavik                                             |     | 1-1 | 1-2 | 6-0 |
| KR Reykjavik                                               |     |     | 3-3 | 3-0 |
| Valur Reykjavik                                            |     |     |     | 5-1 |
| Vikingur Reykjavik                                         |     |     |     |     |
| - Victoire à domicile - Match nul - Victoire à l'extérieur |     |     |     |     |

## Bilan de la saison
| Tableau d'Honneur                 |                 |
| Compétition                       | Vainqueur       |
| Championnat d'Islande de football | Valur Reykjavik |